# Parafia św. Wojciecha w Mucharzu
Parafia Świętego Wojciecha w Mucharzu – parafia rzymskokatolicka w Mucharzu należąca do dekanatu Wadowice-Południe archidiecezji Krakowskiej. 
Obecnie proboszczem jest ks. Krzysztof Strzelichowski.